# Vaucogne
Vaucogne település Franciaországban, Aube megyében. Lakosainak száma 71 fő (2022. január 1.). Vaucogne Dampierre, Dommartin-le-Coq, Isle-Aubigny, Jasseines, Morembert és Ramerupt községekkel határos.

## Népesség
A település népessége az elmúlt években az alábbi módon változott:
| Lakosok száma | 69   | 55   | 68   | 78   | 75   | 74   | 74   | 76   | 74   | 71   |
|               | 1968 | 1982 | 1990 | 2006 | 2013 | 2015 | 2017 | 2019 | 2020 | 2022 |